# Bill Long-díj
A Bill Long-díj egy életműdíj és azon személy kapja, aki sokat tett az Ontario Hockey League-ért. A díjat 1989-ben alapították és Bill Longról nevezték el, aki sokat tett az OHL-ért és több csapatot is edzett. A díjat nem rendszeres időközönként osztják ki.

## A díjazottak
| Szezon    | Díjazott              | Csapat/Szervezet                                                                        |
| --------- | --------------------- | --------------------------------------------------------------------------------------- |
| 2018–2019 | Larry Mavety          | Belleville Bulls Kingston Raiders Kingston Frontenacs                                   |
| 2015–2016 | Pat Casey             | Peterborough Petes                                                                      |
| 2012–2013 | Ray McKelvie          | Owen Sound Attack                                                                       |
| 2009–2010 | Peter Karmanos, Jr    | Plymouth Whalers                                                                        |
| 2008–2009 | Bert O’Brien          | Ottawa 67’s                                                                             |
| 2008–2009 | Sam Sisco             | Ontario Hockey League                                                                   |
| 2007–2008 | Don Brankley          | London Knights                                                                          |
| 2007–2008 | Gil Hughes            | Oshawa Generals                                                                         |
| 2005–2006 | Jeff Twohey           | Peterborough Petes                                                                      |
| 2004–2005 | Bert Templeton        | Hamilton Fincups Niagara Falls Flyers North Bay Centennials Barrie Colts Sudbury Wolves |
| 2002–2003 | Norm Bryan            | Peterborough Petes                                                                      |
| 2001–2002 | Jack Ferguson         | Ontario Hockey League                                                                   |
| 2001–2002 | Jim Lever             | Ontario Hockey League                                                                   |
| 1996–1997 | Wren Blair            | Kingston Frontenacs                                                                     |
| 1996–1997 | Frank Bonello         | Ontario Hockey League                                                                   |
| 1993–1994 | Brian Kilrea          | Ottawa 67’s                                                                             |
| 1992–1993 | Dr. Robert L. Vaughan | Belleville Bulls                                                                        |
| 1991–1992 | Herb Warr             | Peterborough Petes                                                                      |
| 1989–1990 | Sherwood Bassin       | Oshawa Generals Sault Ste. Marie Greyhounds                                             |
| 1988–1989 | Earl Montagano        | Ottawa 67’s                                                                             |
| 1988–1989 | Alec Campagnaro       | Guelph Platers                                                                          |